# Sách Nê Phi thứ nhất

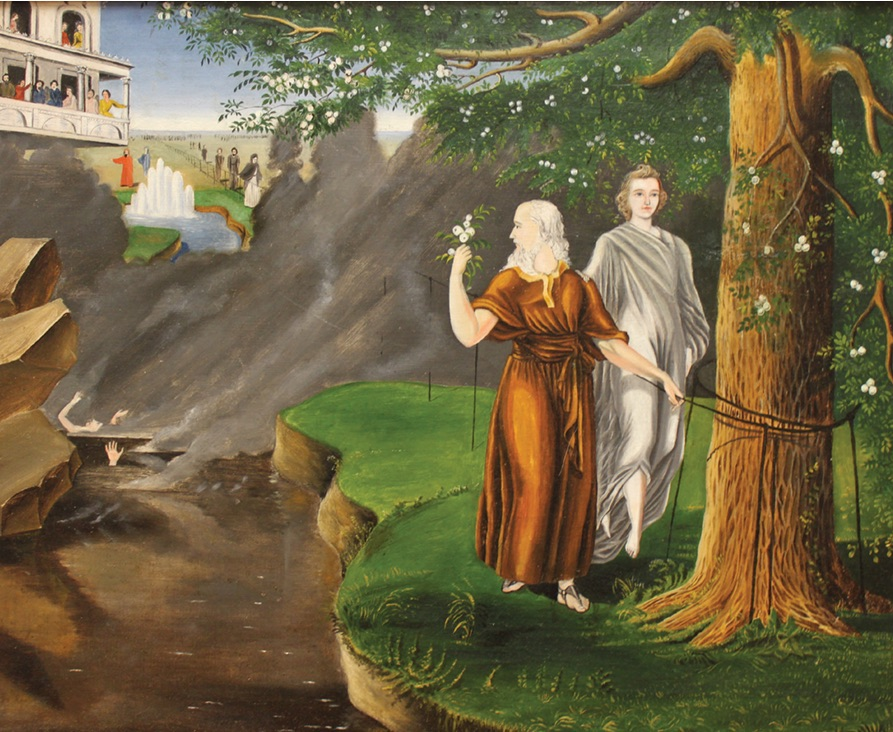
Khải thị của Lê Hi (ông lão tóc bạc áo nâu) về Cây sự sống

Sách Nê Phi thứ nhất (1. Nê Phi 1 hay First Nephi) tên đầy đủ là sách Nê Phi thứ nhất: Triều đại và Giáo vụ của ông (The First Book of Nephi: His Reign and Ministry) là cuốn đầu tiên của bộ sách Mặc Môn và là một trong bốn cuốn sách mang tên Nê Phi. Sách Mặc Môn là văn bản thiêng liêng dành cho các giáo hội trong Mặc Môn giáo hay Phong trào Thánh Hữu Ngày Sau, trong đó Giáo Hội Các Thánh Hữu Ngày Sau của Chúa Giê Su Ky Tô (Giáo Hội LDS) là một phần quan trọng. Trong cuốn sách Nê Phi thứ nhất này, tác giả Nê Phi kể câu chuyện về những thử thách của gia đình ông và những phép lạ mà họ chứng kiến khi trốn thoát khỏi Giêrusalem, đấu tranh để sinh tồn trong vùng hoang dã, họ đóng một con tàu và đi thuyền đến vùng đất hứa (xứ Phong Phú), thường được đồng nhất là Châu Mỹ.
Về mặt cấu trúc kỹ thuật trình bày thì cuốn sách Nê Phi thứ nhất bao gồm hai thể loại đan xen lẫn nhau gồm một bản tường thuật lịch sử mô tả các sự kiện và cuộc trò chuyện đã xảy ra giữa các nhân vật trong gia tộc Lê Hi và bản chép còn lại là bản biên chép ghi lại các khải tượng, thị kiến, bài giảng, bài thơ và bài giảng giáo lý được Nê Phi và tổ phụ Lê Hi chia sẻ, truyền đạt lại đối với những người thân trong gia đình.. Phần đầu tiên của Nê Phi thứ nhất bao gồm phần tóm lược của Nê Phi về biên sử của cha ông là Lê Hi (1. Nê Phi 1-9). Phần thứ hai là lời tường thuật của chính Nê Phi về các sự kiện đã diễn ra và họ cùng nhau trải qua (1. Nê Phi 10-22). Bộ sách sau đó mang tên sách Nê Phi thứ hai là phần tiếp theo của câu chuyện này và thời điểm diễn ra ngay sau cuốn sách Nê Phi thứ nhất này.

## Giới thiệu
Nê Phi (là con trai của Lê Hi và sau này là tổ phụ của người Nê Phi) chính là người đã viết ra cuốn sách này để đáp ứng lệnh truyền của Chúa là ông phải lưu giữ một biên sử của dân ông. Theo chính cuốn sách, đó là câu chuyện ở ngôi thứ nhất của một nhà tiên tri tên là Nê Phi về những sự kiện bắt đầu vào khoảng năm 600 trước Công nguyên và được ghi lại trên các bảng khắc của Nê Phi khoảng 30 năm sau. Nê Phi viết câu chuyện về sau trở thành cuốn Nê Phi thứ nhất vào khoảng năm 570 trước Công Nguyên, tức 30 năm sau khi ông và gia đình ông rời bỏ Giê Ru Sa Lem. Ông viết sách này khi đang ở trong xứ Nê Phi. Nê Phi có ý định viết sách này cho ba nhóm độc giả là các con cháu của cha ông, dân giao ước của Chúa trong những ngày sau cùng, và tất cả những người trên thế gian. Ông viết sách này để thuyết phục tất cả mọi người đến cùng Chúa Giê Su Ky Tô và được cứu. Nê Phi sử dụng những điều tương tự với Cuộc Xuất Hành của Môi-se như một kỹ thuật tu từ để khuyến khích và đoàn kết dân của ông, đây cũng là một mô típ về sự cải đạo. Nê Phi sử dụng cách thức xuất Hành để chứng minh quyền năng của Chúa và nói trắng ra là quyền năng tiên tri của chính ông ta. Nê Phi viết rằng Đức Chúa Trời đã ban cho Môi-se quyền năng rẽ Biển Đỏ, vậy tại sao Đức Chúa Trời không ban cho Nê Phi một quyền năng tương tự để biết "những sự phán xét sẽ đến" (1. Nê Phi 8:12).. Nê Phi nói rằng câu chuyện Xuất hành khỏi Ai Cập chứng minh rằng Đức Chúa Trời "quý trọng mọi xác thịt như một" và ưu ái cho những ai tuân giữ các lệnh truyền của Ngài.
Nê Phi đã sống ở đó trong thời gian giáo vụ của tiên tri Giê Rê Mi và thời gian trị vì của vua Sê Đê Kia. Nê Phi đã vâng lời trở lại Giê Ru Sa Lem với các anh của mình hai lần. Lần thứ nhất là để lấy các bảng khắc bằng đồng và lần sau để thuyết phục gia đình của Ích Ma Ên đi theo họ vào vùng hoang dã. Với sự giúp đỡ của Chúa, Nê Phi đóng tàu để mang gia đình ông và những người khác vượt đại dương đến vùng đất hứa. Khi Lê Hi chết, Chúa đã chọn Nê Phi làm người lãnh đạo của dân ông. Lê Hi và dân của ông đã cảm nhận được lòng thương xót và các phước lành của Thượng Đế khi họ tuân theo các giáo lệnh của Ngài. Lê Hi và Nê Phi tìm kiếm sự hướng dẫn từ Thượng Đế và nhận được sự hướng dẫn này qua những giấc mơ, khải tượng, cái la bàn Liahona và sự hướng dẫn của Đức Thánh Linh. Nê Phi nhận được mục kích khải tượng và đã ghi lại toàn bộ thị kiến về lịch sử của thế gian cho ông thấy về khả năng toàn trí toàn thức của Thượng Đế, phép báp têm, giáo vụ của Chúa Giê Su Ky Tô, và việc Ngài bị đóng đinh, sự hủy diệt của dân Nê Phi. Thượng Đế đã giúp Nê Phi và các anh của ông lấy được các bảng khắc bằng đồng để họ có được thánh thư và cứu Lê Hi và dân của ông khỏi nạn đói trong vùng hoang dã và trên đại dương, an toàn mang họ đến đất hứa. Bản dịch gốc của tiêu đề không bao gồm tựa "Thứ nhất". Tựa đề Thứ nhất và Thứ hai đã được Oliver Cowdery thêm vào tựa đề sách Nê Phi khi chuẩn bị in sách ra.

## Nội dung
Truyện ký về Lê Hi và vợ ông là Sa Ri A cùng bốn người con trai của ông là La Man (tổ phụ của người La Man), Lê Mu Ên, Sam, và Nê Phi. Chúa báo trước cho Lê Hi biết ông phải rời khỏi xứ Giê Ru Sa Lem vì ông đã tiên tri cho dân chúng biết về sự bất chính của họ và họ tìm cách hủy diệt mạng sống của ông. Ông cùng gia đình hành trình ba ngày trong vùng hoang dã. Nê Phi đem các anh mình trở lại xứ Giê Ru Sa Lem để tìm biên sử của người Do Thái. Truyện ký về những nỗi thống khổ của họ. Họ lấy các con gái của Ích Ma Ên làm vợ. Họ đem gia đình đi vào vùng hoang dã. Những sự đau đớn và những nỗi thống khổ của họ trong vùng hoang dã. Lộ trình của họ. Họ đến bên bờ đại dương. Các anh của Nê Phi nổi lên chống ông. Ông làm họ đuối lý và đóng một chiếc thuyền. Họ đặt tên nơi ấy là Phong Phú. Họ vượt đại dương đến đất hứa, và vân vân. Thiên ký thuật này viết theo truyện ký của Nê Phi, hay nói cách khác, thì Nê Phi đã ghi chép biên sử này.

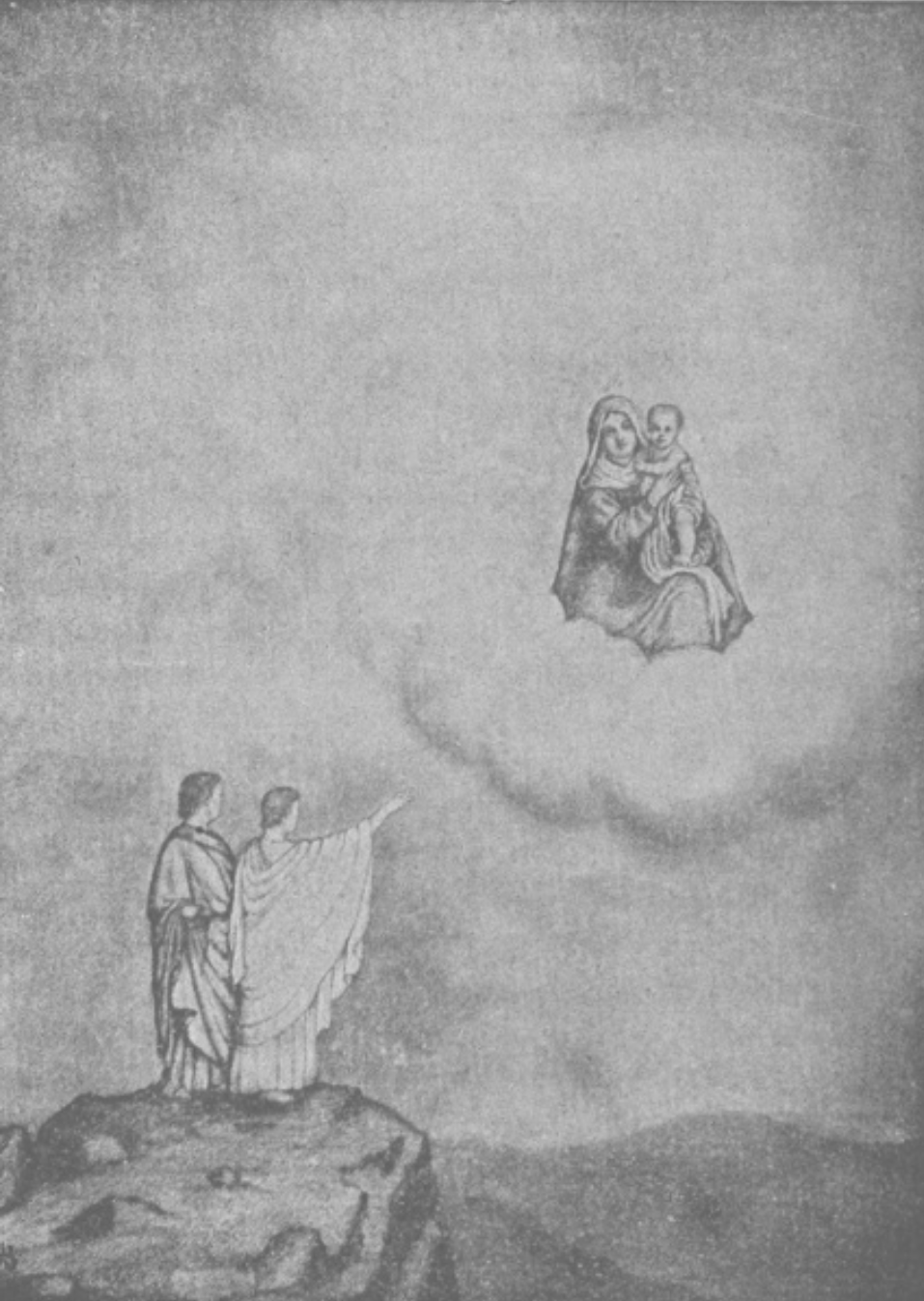
Tranh vẽ về Khải tượng thứ nhất của Nê Phi

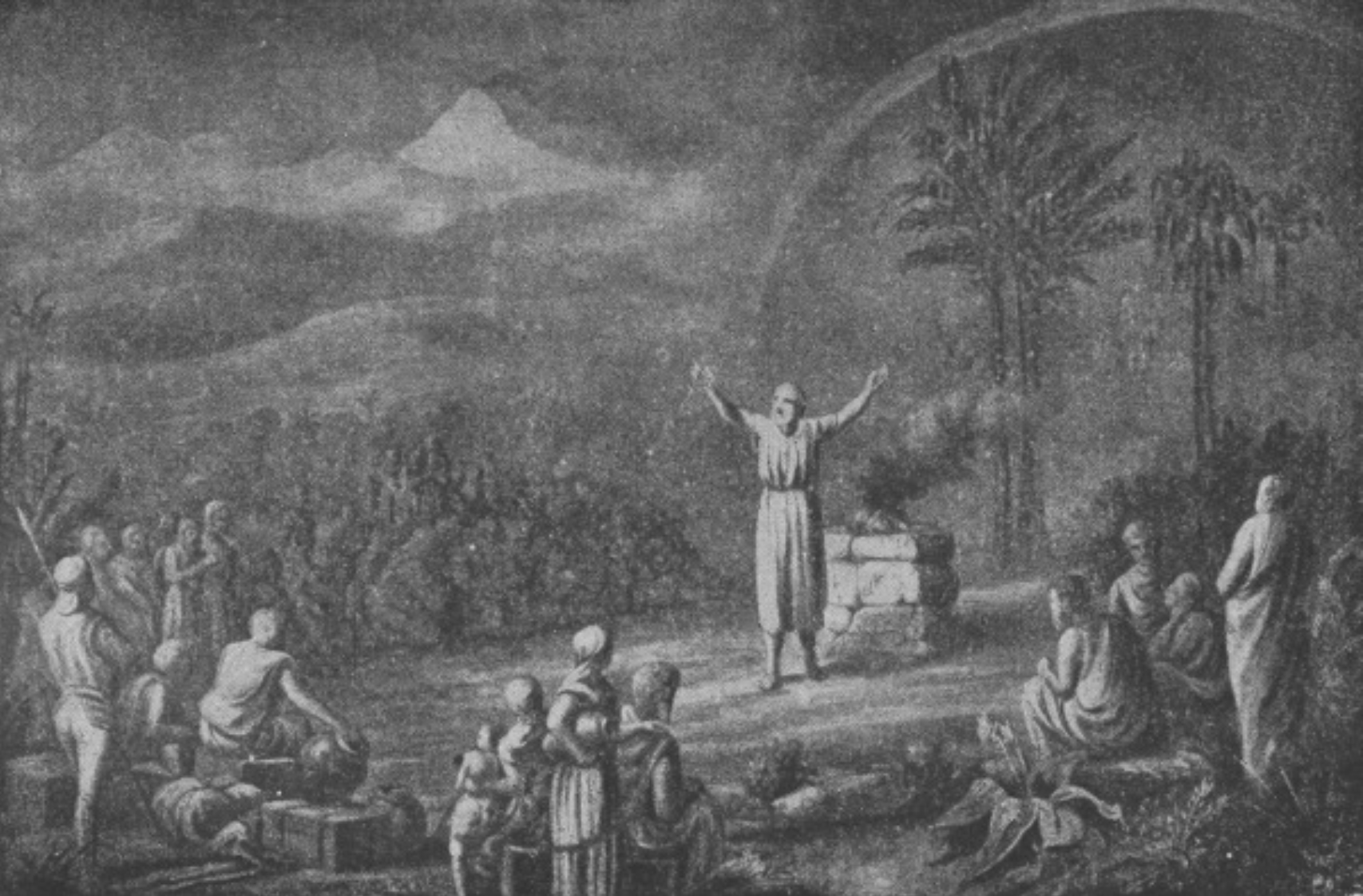
Gia tộc của Lê Hi đến được vùng đất hứa (xứ Phong Phú)

- Chương I (1): Nê Phi bắt đầu ghi chép biên sử của dân tộc ông. Lê Hi trông thấy trong khải tượng một cột lửa và được đọc sách tiên tri. Ông ca ngợi Thượng Đế, tiên báo sự hiện đến của Đấng Mê Si, và tiên tri về sự hủy diệt Giê Ru Sa Lem (sau này chính là sự kiện Vây hãm Jerusalem năm 587 TCN). Ông Lê Hi bị người Do Thái ngược đãi (Khoảng năm 600 TCN).
- Chương II (2): Lê Hi dẫn gia đình đi vào vùng hoang dã gần Biển Đỏ. Họ bỏ lại tài sản của họ. Lê Hi dâng lễ vật hy sinh lên Chúa và dạy bảo các con trai của mình biết tuân giữ các lệnh truyền. La Man và Lê Mu Ên ta thán cha mình. Nê Phi biết vâng lời và cầu nguyện với đức tin; Chúa phán cùng ông và ông được chọn làm người cai trị các anh của ông (Khoảng năm 600 TCN).
- Chương III (3): Các con trai của Lê Hi trở về Giê Ru Sa Lem để lấy các bảng khắc bằng đồng. La Ban không chịu trao các bảng khắc. Nê Phi khuyên nhủ và khuyến khích các anh mình. La Ban chiếm đoạt của cải của họ và toan giết họ. La Man và Lê Mu Ên đánh đập Nê Phi cùng Sam và bị một thiên sứ quở trách (Khoảng năm 600–592 TCN).
- Chương IV (4): Nê Phi giết chết La Ban theo lệnh truyền của Chúa và rồi dùng mưu chước lấy được các bảng khắc bằng đồng. Giô Ram chọn theo gia đình Lê Hi vào vùng hoang dã (Khoảng năm 600–592 TCN).
- Chương V (5): Bà Sa Ri A oán trách ông Lê Hi. Hai người vui mừng khi thấy các con trai mình trở về. Họ dâng của lễ hy sinh. Các bảng khắc bằng đồng chứa đựng các văn tập của Môi Se và các vị tiên tri. Các bảng khắc cho thấy Lê Hi thuộc con cháu Giô Sép. Lê Hi nói tiên tri về dòng dõi của ông và sự bảo tồn các bảng khắc (Khoảng năm 600–592 TCN).
- Chương VI (6): Nê Phi ghi chép về những sự việc của Thượng Đế. Mục đích của Nê Phi là thuyết phục loài người đến với Thượng Đế của Áp Ra Ham để được cứu rỗi (Khoảng 600–592 TCN).
- Chương VII (7): Các con trai của Lê Hi trở về Giê Ru Sa Lem và chiêu phục được Ích Ma Ên và gia đình của ông đi theo họ trong cuộc hành trình. La Man và những người khác nổi loạn. Nê Phi khích lệ các anh của mình nên có đức tin nơi Chú. Họ lấy dây thừng trói ông lại và tìm cách hủy diệt ông. Ông được giải thoát nhờ quyền năng của đức tin. Các anh của ông xin tha thứ. Lê Hi và nhóm người của ông dâng lễ vật hy sinh và của lễ thiêu (Khoảng năm 600–592 TCN).
- Chương VIII (8): Lê Hi trông thấy mục kích một khải tượng về cây sự sống. Ông ăn trái của cây ấy và mong muốn gia đình mình cũng được ăn trái cây ấy. Ông còn trông thấy một thanh sắt, một con đường chật và hẹp chạy xuôi theo thanh sắt tới gốc cây[11] và một đám sương mù tối đen[12] nổi lên che kín dân chúng, một dòng sông và một tòa nhà rộng lớn vĩ đại[13][14][15]. Sa Ri A, Nê Phi và Sam ăn trái cây ấy, nhưng La Man và Lê Mu Ên từ chối không ăn[16] (Khoảng năm 600–592 TCN).
- Chương IX (9): Nê Phi làm ra hai bộ biên sử. Mỗi bộ được gọi là các bảng khắc Nê Phi. Các bảng khắc lớn chứa đựng một lịch sử thế tục, còn các bảng khắc nhỏ phần lớn ghi chép về những vấn đề thiêng liêng (Khoảng năm 600–592 TCN).
- Chương X (10): Lê Hi tiên đoán dân Do Thái sẽ bị những người Ba Bi Lôn bắt tù đày. Ông nói về sự hiện đến của Đấng Mê Si, tức là Đấng Cứu Rỗi, Đấng Cứu Chuộc, giữa dân Do Thái. Lê Hi còn nói về sự xuất hiện của một vị, là người sẽ làm phép báp têm cho Đấng Chiên Con của Thượng Đế. Lê Hi nói về cái chết và sự phục sinh của Đấng Mê Si. Ông so sánh sự phân tán và sự quy tụ của Y Sơ Ra Ên với cây ô liu. Nê Phi nói về Vị Nam Tử của Thượng Đế, về ân tứ Đức Thánh Linh và về sự cần thiết của sự ngay chính (Khoảng năm 600–592 TCN).
- Chương XI (11): Nê Phi trông thấy Thánh Linh của Chúa và trong khải tượng được cho thấy cây sự sống. Ông trông thấy mẹ của Vị Nam Tử của Thượng Đế và biết được tấm lòng hạ cố của Thượng Đế. Ông trông thấy lễ báp têm, giáo vụ và sự đóng đinh trên thập tự giá của Chiên Con của Thượng Đế. Ông cũng trông thấy sự kêu gọi và giáo vụ của Mười Hai Vị Sứ Đồ của Chiên Con (Khoảng năm 600–592 TCN).
- Chương XII (12): Nê Phi trông thấy trong mục kích khải tượng: Đất hứa; sự ngay chính, sự bất chính và sự suy đồi của dân cư trên đất hứa; sự hiện đến của Chiên Con của Thượng Đế giữa họ; cách thức Mười Hai Môn Đồ và Mười Hai Vị Sứ Đồ sẽ xét xử Y Sơ Ra Ên; và trạng thái ghê tởm và bẩn thỉu của những người sa vào vòng vô tín ngưỡng (Khoảng năm 600–592 TCN).
- Chương XIII (13): Nê Phi trông thấy trong khải tượng giáo hội của quỷ dữ được thiết lập giữa Dân Ngoại; sự khám phá và chiếm hữu Châu Mỹ làm thuộc địa; nhiều phần quý báu và minh bạch trong Kinh Thánh bị thất lạc, hậu quả của tình trạng bội giáo của Dân Ngoại, sự phục hồi phúc âm, sự ra đời của một thánh thư ngày sau và sự xây đắp Si Ôn (Khoảng năm 600–592 TCN).
- Chương XIV (14): Một vị thiên sứ nói cho Nê Phi biết về những phước lành và những sự rủa sả giáng xuống người Dân Ngoại. Chỉ có hai giáo hội: Giáo Hội của Chiên Con của Thượng Đế và giáo hội của quỷ dữ. Các Thánh Hữu của Thượng Đế ở khắp các quốc gia bị giáo hội vĩ đại và khả ố đó ngược đãi. Vị Sứ Đồ Giăng sẽ viết về ngày tận thế (Khoảng năm 600–592 TCN).
- Chương XV (15): Dòng dõi của Lê Hi sẽ tiếp nhận phúc âm từ Dân Ngoại vào những ngày sau. Sự quy tụ của Y Sơ Ra Ên được ví như cây ô liu mà những cành cây thiên nhiên của nó sẽ được ghép lại. Nê Phi giải thích ý nghĩa của khải tượng về cây sự sống và nói về công lý của Thượng Đế trong việc chia cách kẻ ác với người ngay chính (Khoảng năm 600–592 TCN).
- Chương XVI (16): Kẻ ác lấy sự thật làm điều khốn khó. Các con trai của Lê Hi kết hôn với các con gái của Ích Ma Ên.[17]. Quả cầu Li A Hô Na hướng dẫn lộ trình của họ trong vùng hoang dã[18][19] Những lời chỉ dẫn của Chúa được thỉnh thoảng viết ra trên quả cầu Li A Hô Na. Ích Ma Ên từ trần; gia đình của ông ta thán vì những nỗi khổ cực (Khoảng năm 600–592 TCN).
- Chương XVII (17): Nê Phi được truyền lệnh đóng một chiếc tàu—Các anh của ông phản đối ông. Ông khuyên nhủ họ bằng cách kể lại lịch sử của những việc làm của Thượng Đế với Y Sơ Ra Ên. Nê Phi được đầy dẫy quyền năng của Thượng Đế. Các anh của ông bị cấm không được đụng tới người ông, kẻo họ sẽ bị héo đi như cây sậy khô (Khoảng năm 592–591 TCN).
- Chương XVIII (18): Tàu đóng xong. Sự ra đời của Gia Cốp và Giô Sép được nói đến. Họ xuống tàu đi đến đất hứa. Các con trai của Ích Ma Ên và vợ của họ tham dự vào cuộc vui đùa lố bịch và nổi loạn[20] Nê Phi bị trói và chiếc tàu bị một trận bão khủng khiếp đẩy lui. Nê Phi được mở trói và nhờ sự cầu nguyện của ông, bão tố ngừng thổi. Họ đến được đất hứa (Khoảng năm 591–589 TCN).
- Chương XIX (19): Nê Phi làm các tấm bảng bằng khoáng kim và ghi chép lịch sử dân mình. Thượng Đế của Y Sơ Ra Ên sẽ đến sáu trăm năm sau kể từ ngày Lê Hi rời Giê Ru Sa Lem. Nê Phi nói về việc Ngài chịu những thống khổ và bị đóng đinh trên thập tự giá[21]—Dân Do Thái sẽ bị khinh miệt và phân tán cho đến những ngày sau cùng khi họ quay trở lại cùng Chúa (Khoảng năm 588–570 TCN).
- Chương XX (20): Chúa bày tỏ những mục đích của Ngài cho Y Sơ Ra Ên biết. Y Sơ Ra Ên đã được chọn trong lò gian khổ và sẽ ra khỏi Ba Bi Lôn. Đối chiếu với Ê Sai 48 (Khoảng năm 588–570 TCN).
- Chương XXI (21): Đấng Mê Si sẽ là ánh sáng cho Dân Ngoại và sẽ giải thoát những kẻ ngục tù. Y Sơ Ra Ên sẽ được quy tụ lại với sức mạnh vào những ngày sau cùng. Các vua sẽ là dưỡng phụ của họ. Đối chiếu với Ê Sai 49 (Khoảng năm 588–570 TCN).
- Chương XXII (22): Y Sơ Ra Ên sẽ bị phân tán trên khắp mặt đất. Dân Ngoại sẽ nuôi dưỡng Y Sơ Ra Ên bằng phúc âm vào những ngày sau cùng. Y Sơ Ra Ên sẽ được quy tụ lại và được cứu, còn những kẻ ác sẽ bị cháy thiêu như rơm rạ. Vương quốc của quỷ dữ sẽ bị hủy diệt và Sa Tan sẽ bị trói buộc (Khoảng năm 588–570 TCN).
- Chương XXIII (23): Sự hủy diệt của Ba Bi Lôn là điển hình cho sự hủy diệt vào Ngày Tái Lâm. Đó sẽ là ngày thịnh nộ và trả thù. Ba Bi Lôn (thế gian) sẽ sụp đổ mãi mãi. Đối chiếu với Ê Sai 13 (Khoảng năm 559–545 TCN).
- Chương XXIV (24): Y Sơ Ra Ên sẽ được quy tụ lại và thụ hưởng sự an nghỉ thời kỳ ngàn năm. Lu Xi Phe bị đuổi ra khỏi thiên thượng vì nổi loạn. Y Sơ Ra Ên sẽ chiến thắng Ba Bi Lôn (thế gian). Đối chiếu với Ê Sai 14 (Khoảng năm 559–545 TCN).
- Chương XXV (25): Nê Phi hân hoan trong sự minh bạch. Những lời tiên tri của Ê Sai sẽ được hiểu rõ vào những ngày sau cùng. Dân Do Thái sẽ từ Ba Bi Lôn trở về, đóng đinh Đấng Mê Si trên thập tự giá, bị phân tán và trừng phạt. Họ sẽ được phục hồi khi họ tin nơi Đấng Mê Si. Ngài sẽ đến sáu trăm năm sau khi Lê Hi rời Giê Ru Sa Lem. Dân Nê Phi tuân giữ luật pháp Môi Se và tin nơi Đấng Ky Tô, tức là Đấng Thánh của Y Sơ Ra Ên (Khoảng năm 559–545 TCN).
- Chương XXVI (26): Đấng Ky Tô sẽ thuyết giảng cho dân Nê Phi. Nê Phi thấy trước sự hủy diệt của dân ông. Họ sẽ nói lên từ bụi đất. Dân Ngoại sẽ thiết lập nhiều giáo hội giả và các tập đoàn bí mật. Chúa cấm loài người không được thực hành các mưu chước tăng tế (Khoảng năm 559–545 TCN)
- Chương XXVII (27): Sự tối tăm và sự bội giáo sẽ bao phủ thế gian vào những ngày sau cùng. Sách Mặc Môn sẽ ra đời. Ba nhân chứng sẽ làm chứng về sách ấy. Người học thức không thể đọc được sách đã niêm phong. Chúa sẽ thực hiện một công việc lạ lùng và một điều kỳ diệu. Đối chiếu với Ê Sai 29 (Khoảng năm 559–545 TCN).
- Chương XXVIII (28): Nhiều giáo hội giả được thành lập vào những ngày sau cùng. Họ sẽ giảng dạy những giáo điều sai lạc, vô ích và điên rồ. Sự bội giáo sẽ đầy dẫy vì các thầy giảng giả dối. Quỷ dữ sẽ gây cuồng nộ trong trái tim của loài người. Nó sẽ dạy dỗ loài người với mọi thứ giáo điều sai lạc (Khoảng năm 559–545 TCN).
- Chương XXIX (29): Nhiều Dân Ngoại sẽ bác bỏ Sách Mặc Môn. Họ sẽ nói: Chúng tôi không cần cuốn Kinh Thánh nào khác nữa. Chúa phán dạy cùng nhiều dân tộc. Ngài sẽ phán xét thế gian theo như những điều được ghi chép trong các sách đó (Khoảng năm 559–545 TCN).
- Chương XXX (30): Những người dân ngoại cải đạo sẽ được xem như dân giao ước. Nhiều dân La Man và dân Do Thái sẽ tin theo lời của Chúa và trở thành một dân tộc khả ái. Y Sơ Ra Ên sẽ được phục hồi và kẻ ác bị hủy diệt (Khoảng năm 559–545 TCN).
- Chương XXXI (31): Nê Phi cho biết tại sao Đấng Ky Tô chịu phép báp têm. Loài người phải noi theo Đấng Ky Tô, chịu phép báp têm, tiếp nhận Đức Thánh Linh và kiên trì đến cùng để được cứu. Sự hối cải và phép báp têm là cổng vào con đường chật và hẹp. Cuộc sống vĩnh cửu đến với những ai biết tuân giữ các giáo lệnh sau phép báp têm (Khoảng năm 559–545 TCN).
- Chương XXXII (32): Các thiên thần nói bằng quyền năng của Đức Thánh Linh. Loài người phải cầu nguyện để nhận được sự hiểu biết cho chính mình từ Đức Thánh Linh ban cho (Khoảng năm 559–545 TCN).
- Chương XXXIII (33): Những lời của Nê Phi là chân thật. Những lời đó làm chứng về Đấng Ky Tô. Những ai tin Đấng Ky Tô sẽ tin những lời của Nê Phi, những lời đó sẽ đứng làm bằng chứng trước rào phán xét (Khoảng năm 559–545 TCN)